# Marburger Rücken
Der Marburger Rücken ist ein bis 369,8 m ü. NHN hoher Höhenzug des Westhessischen Berglandes (auch Westhessisches Berg- und Senkenland genannt). Er liegt bei Marburg im hessischen Landkreis Marburg-Biedenkopf und bildet den Naturraum 348.00.

## Geographie

### Lage
Der Marburger Rücken, der aus Buntsandstein besteht und besonders im Norden und Süden bewaldet ist, breitet sich direkt westlich von Marburg aus und erhebt sich damit oberhalb des Tals der Lahn, das hier auf etwa 180 bis 190 m Höhe liegt. Er reicht etwa von Goßfelden im Norden bis Niederweimar im Süden. In Richtung Norden bis Nordosten fällt das Gelände zur Einmündung der Wetschaft in die Lahn, hinter der sich allmählich der Burgwald anschließt, ab, und nach Süden zur Einmündung der Allna. Auf der anderen bzw. östlichen Seite des Lahntals erheben sich die mit bis zu 380 m knapp höheren Lahnberge.
Auf dem Marburger Rücken steht insbesondere das Marburger Schloss mit dem Schlosspark. Viele Marburger Ortsteile – Oberstadt, Marbach, Ockershausen und Wehrda – schmiegen sich vom Tal her an diesen Höhenzug, andere – die Siedlung Stadtwald (bei der ehemaligen Tannenberg-Kaserne) und Wehrshausen – liegen unmittelbar darauf. Daher ist der Höhenzug deutlicher als die östlich gegenüber und jenseits der Lahn liegenden Lahnberge in das Marburger Stadtbild einbezogen, was wohl auch erklärt, dass der eigentliche Begriff vergleichsweise unbekannt ist, während die Lahnberge wegen der Philipps-Universität Marburg vielerorts im Stadtgebiet ausgeschildert und folglich bekannt sind. Für die geringe Bekanntheit des Begriffes Marburger Rücken ist überdies auch die Tatsache verantwortlich, dass sich nach Westen ohne nennenswertes Tal die deutlich höheren Kuppen des nordöstlichen Gladenbacher Berglandes um den Rimberg anschließen.

### Naturräumliche Zuordnung
Der Höhenzug bildet in der naturräumlichen Haupteinheitengruppe Westhessisches Bergland (Nr. 34), in der Haupteinheit Marburg-Gießener Lahntal (348) und in der Untereinheit Marburger Bergland (348.0) den Naturraum Marburger Rücken (348.00). Nach Osten und Süden fällt die Landschaft in den Naturraum Marburger Lahntal oder Marburger Lahntalsenke (348.02) ab. Nach Norden fällt sie in die zur Haupteinheit Burgwald (345) zählende Untereinheit Wetschaft-Senke (345.0) ab. Jenseits der Senke liegen im Nordwesten die Sackpfeifen-Vorhöhen (332.0) mit dem Wollenberg (473,8 m), die in der Haupteinheitengruppe Süderbergland (33) zur Haupteinheit Ostsauerländer Gebirgsrand (332) zählen. Nach Westen leitet die Landschaft in den Naturraum Elnhausen-Michelbacher Senke (320.11) über, denen die Damshäuser Kuppen (320.10) mit dem Rimberg (497,1 m) folgen, und nach Südwesten in den Naturraum Salzbödetal (320.12), die alle drei in der Haupteinheitengruppe Westerwald (32) und in der Haupteinheit Gladenbacher Bergland (320) zur Untereinheit Gladenbacher Hügelland (320.1) gehören.

### Gliederung

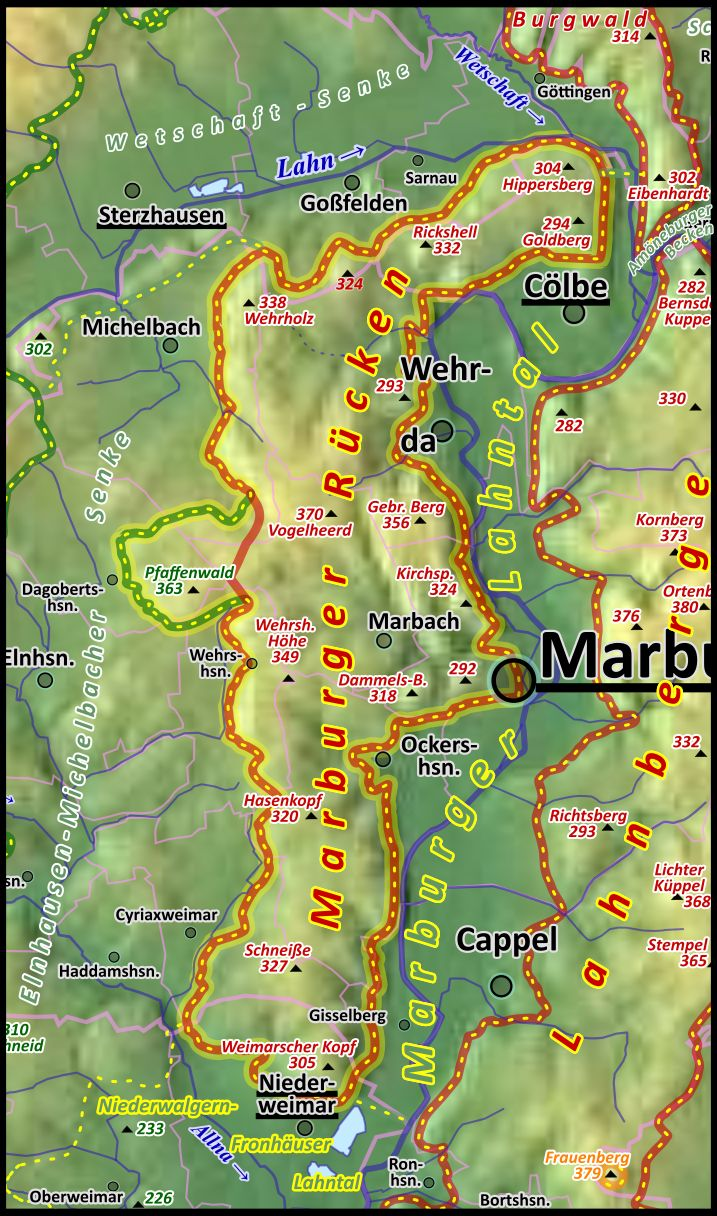
Reliefkarte des Marburger Rückens (→ detaillierte topographische Naturraumkarte)

In Geomorphologie und Vegetation/Nutzung gliedert sich der Marburger Rücken in der Hauptsache in vier Teile: einen nur halb bewaldeten Querriegel im Norden, den durchgehend bewaldeten zentralen Rücken südlich davon, den fast komplett gerodeten und fast zur Hälfte besiedelten inneren Marburger Rücken im südlichen Anschluss und den Stadtwald im äußersten Süden.
Das Wehrholz (337 m ü. NHN) bei Michelbach bildet den nordwestlichen Eckpfeiler des Marburger Rückens; in einer nach Ostnordosten gerichteten Kammlinie schließen sich Buchholz (324 m), Rickshell (332 m) und Hippersberg (304 m) an, die gemeinsam die Nordfront des Marburger Rückens zur noch West-Ost-gerichteten Oberlahn bilden. Während das Wehrholz jedoch über eine Scharte auf etwa 312 m Anschluss an den Hauptrücken mit dem Vogelheerd im Süden hat, ist die Osthälfte mit dem Rickshell durch eine Scharte auf etwa 257 m an der Landesstraße Goßfelden–Wehrda orographisch deutlich abgetrennt. Während der Ostteil am dem Hippersberg vorgelagerten Goldberg (294 m) und dem dem Rickshell vorgelagerten Heideberg (296 m) nach Süden unmittelbar zum Tal der Lahn abfallen, zieht sich die Talung südlich von Buch- und Wehrholz vom Fuße des Weißen Steins (um 255 m), dem äußersten südöstlichen Vorboten des Buchholzes, nach Westen allmählich höher und endet in der erwähnten Scharte des Wehrholzes zum Vogelheerd. Die Talung ist an der Querrückenseite fast komplett gerodet und nach Süden komplett bewaldet. Vom Süden des Wehrholzes bis zum Sattel des Buchholzes zum Rickshell verläuft ein Abschnitt der Weinstraße; hier stehen, auf Wehrdaer Seite, drei Windkraftanlagen.
Der bewaldete Hauptrücken besteht in der Hauptsache aus dem Vogelheerd auf Marbacher Gemarkung im Westen und dem Gebrannten Berg (356 m) auf Wehrdaer Gemarkung im Osten, die durch das von den Behringwerken eingenommene Tal getrennt werden, das nach Norden mit einer Scharte auf etwa 307 m abschließt; nach Nordosten legt der in der Nähe entspringende Teufelsgraben mit dem gleichnamigen Graben eine Trennlinie, die im alten Wehrda endet. Zwischen diesem Teilort und dem jüngeren Wehrdaer Norden legt sich mit dem Gedankenspiel (293 m) ein Vor-Gipfel des Vogelheerd bzw. des auf Karten eingezeichneten „Mosenberg“s. Mit diesem ist jedoch maximal ein Kleinstgipfel im Nordosten des Vogelheerd gemeint. Vermutlich handelt es sich eher um den Wehrdaer Namen für den Vogelheerd. Ähnlich verhält es sich mit dem „Wannkopf“ unmittelbar südlich des Gebrannten, auf Marburger Gemarkung.
Eine geologische Besonderheit bildet der Pfaffenwald vor Dagobertshausen, der jenseits der Landesstraße Caldern–Marbach (Scharte zum Vogelheerd auf etwa 341 m) die Bewaldung fortsetzt  und mit 363 m die zweithöchste Erhebung trägt. Zwar ist der Berg geomorphologisch unzweifelhaft Teil des Marburger Rückens, jedoch stehen an ihm bereits Grauwacken der Kulm-Fazies an, wie sie auch in den Niederungen der rahmenden Elnhausen-Michelbacher Senke und den Damshäuser Kuppen westlich jenseits dieser zu finden sind. Auch an der Anhöhe südlich Görzhausens, aber noch nördlich der Landesstraße, die über 355 m erreicht, aber nur eine südöstliche Vorhöhe des Vogelheerd darstellt, stehen Kulm-Fazies an.
Im Bereich des Kammes ändert sich südlich des Vogelheerd wenig an der Höhenlage; so werden, jenseits einer Scharte auf 328 m, in der bewaldeten Anhöhe nördlich Wehrshausens noch um 352 m und in der Wehrshäuser Höhe 349 m erreicht. Charakteristisch für diesen Abschnitt des Marburger Rückens ist vielmehr der sanfte, stufenweise Abfall nach Osten, der eine Besiedelung und Bewirtschaftung von der Lahnseite aus begünstigt hat. Östlich der Wehrshäuser Höhe fällt an der Straße Rotenberg bis etwa zum Nordende der Hohen Leuchte die Höhe auf etwa 285 m ab, um (nicht mehr an der Straße) am Dammelsberg wieder auf 318 m anzusteigen. Nach der nächsten Scharte (etwa auf 265 m) schließt sich der Schlossberg (292 m) mit dem Marburger Schloss an. Nördlich dieser Trennrücken zieht sich Marbach, südlich davon Ockershausen nach Westen; beide Gemarkungen enden nach Westen an der hochgelegenen Weinstraße, wo sie auf Wehrshäuser Gebiet treffen. Der östliche „Bauch“ des Marburger Rückens südlich von Dammels- und Schlossberg bricht oberhalb des Lahntals abrupt ab, das alte Kerndorf Ockershausens liegt hier im flacheren Tal; höher gelegene Teile ziehen sich in eine Bucht geringeren Anstiegs zwischen Südost-Riedeln von Wehrshäuser Höhe und Hasenkopf. Marbach zieht sich demgegenüber vor allem das enge Ketzerbachtal hoch.
Nördlich des Schlossbergs und östlich von Marbach zieht sich der Marburger Stadtteil Grassenberg in die Südhänge des Gebrannten Bergs; Elisenhöhe (310 m) und Kirchspitze (324 m) erreichen noch respektable Höhen, wobei die Kirchspitze bei einer Trennscharte auf etwa 288 m noch als recht eigenständiger Berg erscheint. Beide sind noch, anders als der namentliche Grassenberg (285 m), mit der Hauptbewaldung verbunden, was auch auf den Weinberg (um 265 m) gegenüber der Elisabethkirche zutrifft. Rund (außer nach Westen) um das Schloss liegt die Marburger Oberstadt mit dem statistisch zum Grassenberg gezählten Schlossbergviertel und dem Großteil der Altstadt.
Südlich der Wehrshäuser Höhe kreuzt die Weinstraße die Ockershäuser Herrmannstraße (bzw. kreuzte früher den Gladenbacher Weg). Hier liegt die mit um 295 m niedrigste Hauptscharte des Marburger Rückens; gleichwohl sind der Aussichtsberg Hasenkopf (320 m) und der Gipfel des sich südlich anschließenden Tannenbergs (um 310 m) noch gerodet. Am Tannenberg und seinen Hängen liegt der Stadtteil Stadtwald, erst südlich davon folgt der eigentliche Marburger Stadtwald mit der Schneiße (327 m), der sich nach Süden bis zum Weimarschen Kopf (305 m) zieht, jenseits dessen das breite Niederwalgern-Fronhäuser Lahntal mit Niederweimar beginnt.

### Berge
Zu den Bergen und Erhebungen im Marburger Rücken gehören – sortiert nach Höhe in Meter (m) über Normalhöhennull (NHN; wenn nicht anders genannt laut ):

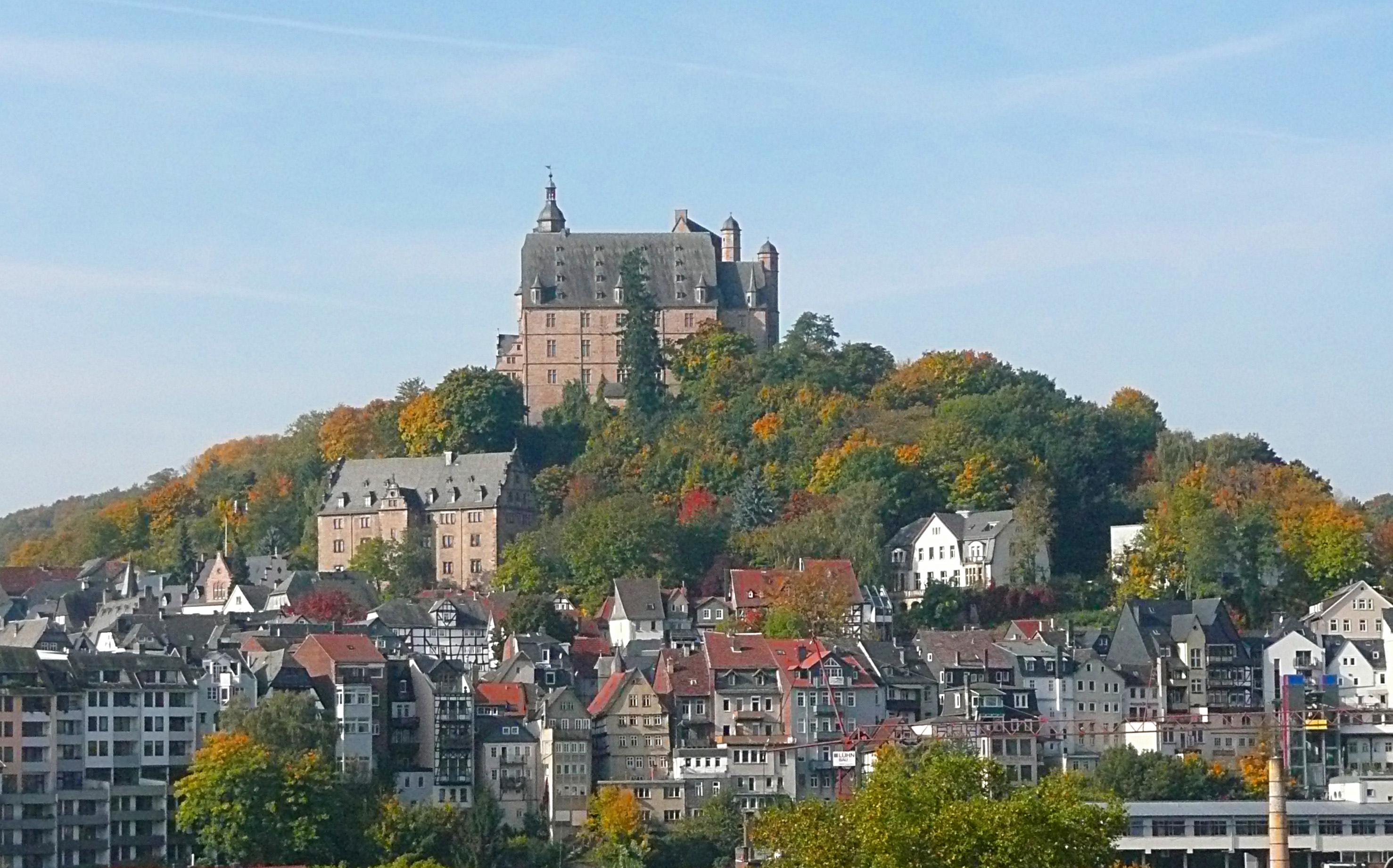
Marburger Schloss auf dem Schlossberg

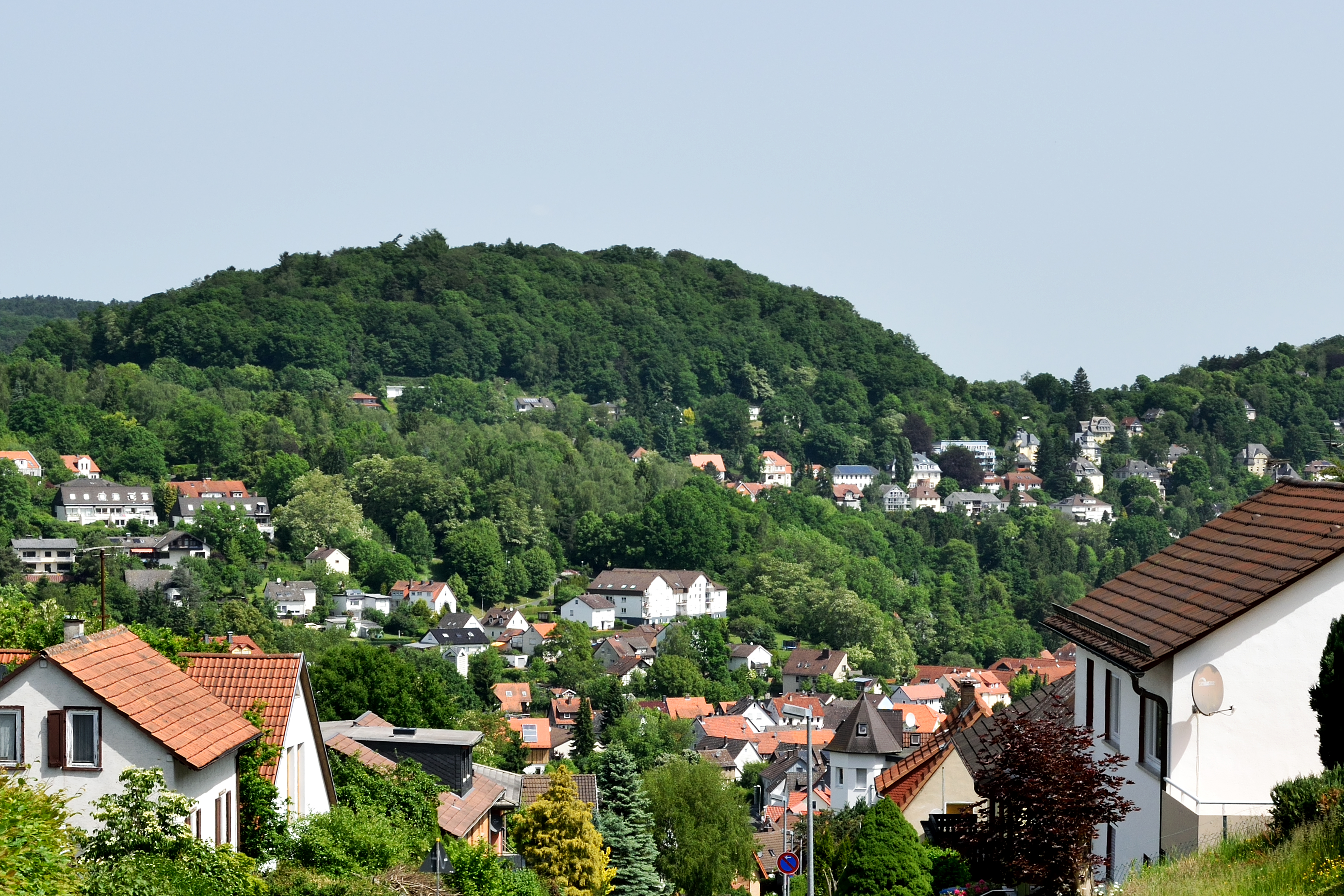
Dammelsberg von Süden

- Vogelheerd (369,8 m) – zwischen Marbach und Michelbach-Görzhausen
  - Mosenberg (350,5 m) – Nordausläufer, westlich von Wehrda
  - Stümpelkopf (gzt 320 m) – Nordwestausläufer unmittelbar südöstlich Michelbachs
  - Gedankenspiel (293 m)[5] − nordöstlicher Randberg; Trennberg zwischen Wehrda und Wehrda-Nord
- Pfaffenwald (Flurname; 363,0 m) – östlich Dagobertshausens; Scharte zum Vogelheerd auf gut 340 m
- Gebrannter Berg (gut 355 m) – zwischen Marburg und Wehrda
  - Elisenhöhe (gut 310 m) – Stadtteil Grassenberg
  - Grassenberg (285,4 m)[5]
- Anhöhe nördlich Wehrshausens (gut 350 m)
- Wehrshäuser Höhe (348,6 m) – mit Wasserbehälter
- Wehrholz (337,7 m)[5] – nordöstlich von Michelbach
- Rickshell (331,5 m) – südlich von Goßfelden, Steinbruch (Weißenstein)
- Schneiße (327,1 m) – nahe Freizeitgelände Stadtwald, zwischen Cyriaxweimar und Gisselberg
  - Tannenberg (310,2 m)[6] – früher Kaserne, heute Wohnviertel (Stadtwald)
- Buchholz (324,2 m)[5] – südöstlich von Goßfelden, dem Rickshell östlich gegenüber
  - Weißer Stein (gut 250 m)[5] – Südostausläufer, östlicher Randberg mit Ruine Weißenstein, nördlich von Wehrda
- Kirchspitze (323,5 m) – mit Schutzhütte, zwischen Marburg und dem Gebrannten Berg
  - Weinberg (gut 260 m) – Augustenruhe; unmittelbar nordwestlich der Marburger E-Kirche
- Hasenkopf (320,2 m) – an einstiger Tannenberg-Kaserne, südwestlich von Ockershausen – Aussicht ins Hinterland, zum Kellerwald und zum Großen Feldberg
- Dammelsberg (318,0 m) – mit Schutzhütte, zwischen Marburg und Marbach
- Schlossberg (gut 290 m) – mit Marburger Schloss, nahe Schlosspark
- Weimarscher Kopf (305,4 m) – zwischen Gisselberg und Niederweimar
- Heideberg (296,5 m) – westlich von Cölbe

Die Weinstraße zieht sich von Nordost nach Süden über die folgenden Gipfel:
- Südseite Buchholz
- Südseite Wehrholz
- Westseite Vogelheerd
- Ostseite Anhöhe nördlich Wehrshausens
- Westseite Wehrshäuser Höhe
- Hasenkopf
- Tannenberg
- Schneiße

Am Vogelheerd steigt sie auf etwa 360 m.

## Weinstraße
Über den Marburger Rücken verlief in Nord-Süd-Richtung die Weinstraße (Wagenstraße) als mittelalterliche Handelsstraße. Westlich von Marburg-Ockershausen wurde sie von dem einst bedeutenden Ost-West-Weg, der Leipzig-Kölner-Fernhandelsstraße (Brabanter Straße) gekreuzt, die in Richtung Erfurt weiter verlief, was auch ein Anlass zur Gründung der Stadt Marburg gewesen sein dürfte.

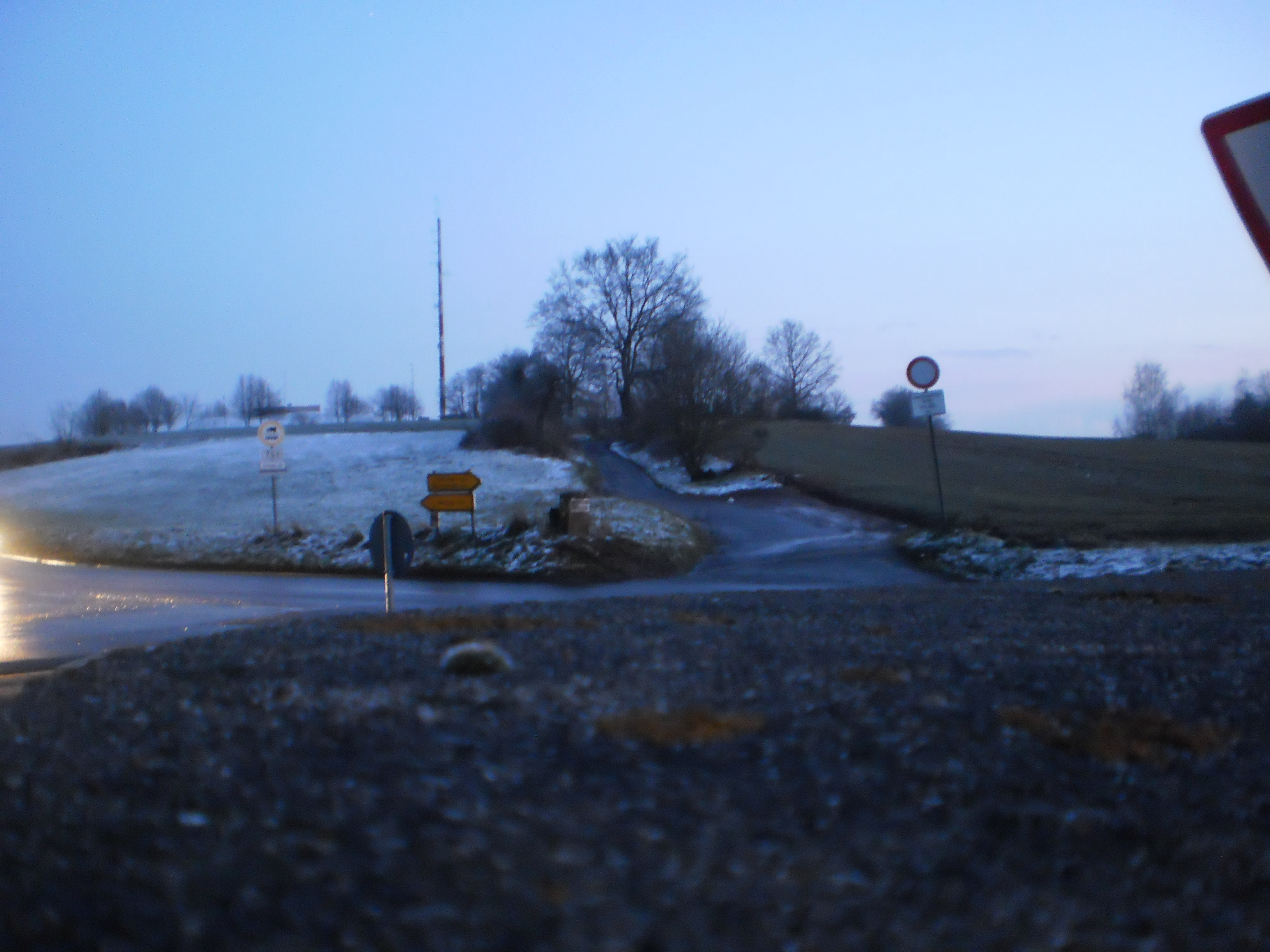
An der Wehrshäuser Höhe quert die Kreisstraße 72 (Marburg–Wehrshausen) den Hauptkamm (März 2016)

Unter anderem passiert die Weinstraße von Süden kommend den Hasenkopf von Westen und die Wehrshäuser Höhe von Osten, um den Vogelheerd westlich in Richtung Michelbach zu umlaufen. Von dort aus führt sie steil das Wehrholz hoch, von dem aus sie etwa 2 km in einer Höhe von gut 300 m in nordöstliche Richtung auf das Buchholz zuläuft, um gegenüber dem Rickshell die Landesstraße 3381 Wehrda–Goßfelden an deren höchstem Punkt zu kreuzen. Auf dem zuletzt beschriebenen Höhenzug liegen auch drei Windkraftanlagen, die Aussicht reicht von Michelbach kommend bei entsprechenden Wetterverhältnissen bis zu den knapp 30 km entfernten, höchsten Erhebungen des Kellerwaldes (Hohes Lohr mit 656,7 m und Wüstegarten mit 675,3 m). Im Südosten sieht man den Spiegelslustturm (Kaiser-Wilhelm-Turm) auf den Lahnbergen, im Norden die in 14 km Entfernung nächste(n)? Windkraftanlage(n)? in Ernsthausen. Bei sehr guten Sichtverhältnissen werden im Nord-Nordwesten auch einige der 30 bis 35 km entfernten Gipfel des Rothaargebirges erkennbar – insbesondere die Ziegenhelle (815,9 m), der Heidkopf (703,8 m) und der Bollerberg (757,7 m).